# Пенсхърст
Пенсхърст (на английски: Penshurst) е село в Югоизточна Англия, графство Кент. Разположено е между реките Медуей и Идън.
В Пенсхърст е роден поетът и политик Филип Сидни (1554-1586).